# Инопажь
Инопажь  — деревня Назаровского сельского округа Назаровского сельского поселения Рыбинского района Ярославской области .
Деревня расположена в северо-западной части сельского поселения, к северу от города Рыбинск. Она стоит на правом берегу реки Инопаш. Выше по течению на том же правом берегу деревня Шишкино, а ниже по течению — посёлок Староселье. На противоположном берегу реки — лётное поле аэродрома Староселье .
На 1 января 2007 года в деревне числилось 3 постоянных жителя . Городское почтовое отделение Рыбинск-6 обслуживает в деревне 14 домов .